# Gunno Eurelius Dahlstierna

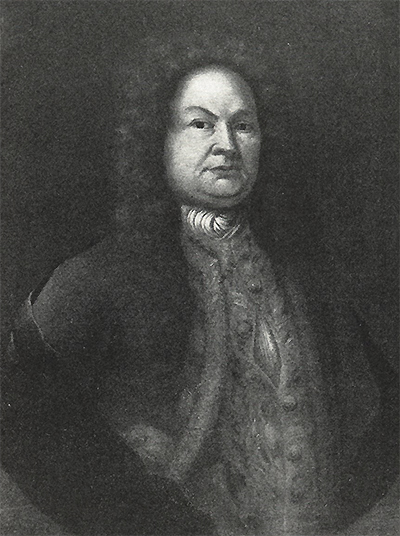
Gunno Eurelius Dahlstierna, circa 1700

Gunno Eurelius Dahlstierna (Örs, Dalsland, 7 september 1661 - Rügen, voor 19 juli 1709) was een Zweedse dichter uit de barok, cartograaf en landmeter. Zijn oorspronkelijke naam was Gunno Eurelius, in 1702 werd hij onder de naam Dahlstierna geadeld door de Zweedse koning Karel XII. 
In de Zweedse literatuurgeschiedenis is hij vooral bekend geworden door zijn hymne op de dood van de Zweedse koning Karel XI, Kunga Skald (1698) en zijn ballade Giöta Kiämpa-visa (1701) over een legende over de ontmoeting tussen koning Karel XI en tsaar Peter de Grote. 
Daarnaast is hij bekend geworden als landmeetkundig inspecteur. Tussen 1692 en 1709 zijn onder zijn leiding grote delen van Pommeren (toen Zweeds gebied) in kaart gebracht. Meer dan 1000 kaarten van deze zogeheten Svea Pommern Karten zijn tot op de dag van vandaag bewaard gebleven in Greifswald en een belangrijke bron voor historisch onderzoek. Daarnaast zijn er nog landkaarten bewaard gebleven in het rijksarchief in Zweden en in het archief in Szczecin (Duits: Stettin).